# San Basilio, Rom
San Basilio är Roms trettionde quartiere och har beteckningen Q. XXX. Quartiere San Basilio är uppkallat efter Casale di San Basilio. Quartiere San Basilio bildades år 1961.

## Kyrkobyggnader
- San Basilio
- San Cleto
- San Benedetto Giuseppe Labre
- Sant'Agostina Pietrantoni

## Övrigt
- Casale di San Basilio
- Casale Scorticabove
- Ruderi di Coazzo

## Bilder
| - San Basilio. - San Cleto. |